# Lorenzo Richelmy
Lorenzo Richelmy, né le 25 mars 1990 à La Spezia) est un acteur italien, plus connu en dehors de l'italie pour son rôle principal dans la série Marco Polo diffusée sur Netflix. Avant d'être pris dans la série, il est apparu dans plusieurs films italiens et émissions de la télévision italienne. Il a étudié au Centro Sperimentale di Cinematografia, où il a été le plus jeune étudiant jamais admis.

## Filmographie

### Cinéma
- 2002 : Il pranzo della domenica
- 2011 : FAT CAT : Burro
- 2012 : 100 metri dal paradiso (it) : Tommaso
- 2013 : Il terzo tempo (film, 2013) (it) : Samuel
- 2013 : La terra e il vento (it) : Leonardo
- 2014 : Sotto una buona stella (it) : Niccolò Picchioni
- 2014 : Hybris
- 2017 : La Fille dans le brouillard (La ragazza nella nebbia)  de Donato Carrisi
- 2017 : Une affaire personnelle des frères Taviani : Giorgio

### Télévision
- 2009 : I liceali (it) : Cesare Schifani
- 2012 : Sposami (it) : Danilo
- 2013 : Borgia : Sidonius Grimani
- 2014-2016 : Marco Polo : Marco Polo (20 épisodes)

## Sources
- (en) Cet article est partiellement ou en totalité issu de l’article de Wikipédia en anglais intitulé « Lorenzo Richelmy » (voir la liste des auteurs).